# Линейчатая поверхность
Линейчатая поверхность ― поверхность, образованная движением прямой линии.
Прямые, принадлежащие этой поверхности, называются прямолинейными образующими, а каждая кривая, пересекающая все прямолинейные образующие, направляющей кривой.
Если {\displaystyle p(u)} ― радиус-вектор направляющей, a {\displaystyle m=m(u)} ― единичный вектор образующей, проходящей через {\displaystyle p(u)}, то радиус-вектор линейчатой поверхности есть
{\displaystyle r=p(u)+v\cdot m(u),}
где {\displaystyle v} ― координата точки на образующей.

## Примеры
- Линейчатый геликоид
- Линейчатый гиперболоид
- Гиперболический параболоид
- Цилиндр, гиперболоиды и конус как линейчатые поверхности

## Свойства
- Линейчатая поверхность характеризуется тем, что её асимптотическая сеть ― полугеодезическая.
- Гауссова кривизна линейчатой поверхности {\displaystyle K\leq 0}.
- Теорема Бельтрами. Линейчатую поверхность всегда можно и притом единственным образом изогнуть так, что произвольная линия на ней станет асимптотической.
- Теорема Бонне. Кроме того, если линейчатая поверхность {\displaystyle F}, не являющаяся развёртывающейся, изгибается в линейчатую поверхность {\displaystyle F'}, то либо их образующие соответствуют друг другу, либо обе они изгибаются в квадрику, на которой сеть, соответствующая семействам образующих, ― асимптотическая.
- Единственная минимальная линейчатая поверхность ― геликоид.
- Линейчатая поверхность вращения ― однополостный гиперболоид, может быть вырождающейся в цилиндр, конус или плоскость.
- Существуют примеры гладких линейчатых поверхностей, не допускающих гладких параметризаций вида
{\displaystyle r(u,v)=p(u)+v\cdot m(u).}

## Типы
- Поверхность Каталана — линейчатая поверхность, все прямолинейные образующие которой параллельны одной плоскости.
- Цилиндрическая поверхность — линейчатая поверхность, все прямолинейные образующие которой параллельны.
- Коноид — линейчатая поверхность, у которой образующие пересекают фиксированную прямую.

## В архитектуре
- Синусоидальная линейчатая крыша, Храм Святого Семейства (Барселона)
- Didcot power stations[англ.]
- Башня в Цехануве
- Башня Кобе.
- Первая Шуховская башня, 1896 Нижний Новгород.
- Шуховская башня в Москве.
- лестница в Торраццо Кремоны.
- Параболическая крыша Варшава.
- Коническая шапка.
- Ротонда Св. Николая в Село, Словения

## Вариации и обобщения
Поверхности, образованные движением геодезической в метрическом пространстве также называются линейчатыми поверхностями. 
Классический результат Александрa Даниловичa Александровa утверждает, что линейчатая поверхность в CAT(0) пространстве с индуцированной внутренней метрикой является CAT(0) пространством.